# 上落合 (さいたま市)
上落合（かみおちあい）は、埼玉県さいたま市中央区の町名。現行行政地名は上落合一丁目から上落合九丁目および大字上落合。郵便番号は338-0001。

## 地理
さいたま市中央区（旧与野市）の北部に位置する。住居表示が行われている地域は1丁目〜9丁目に分かれており、最も南が1丁目、北が9丁目である。このほか、新都心の東側の鉄道用地内（一部はさいたま新都心駅にかかる）に、飛地状に大字上落合がある。南側は区役所のある下落合、東側には大宮区吉敷町・錦町、西側は本町東、北側は大宮区桜木町に接しており、一部はJR東日本大宮駅の徒歩圏内である。また、南東の一部は浦和区上木崎に接している。また、上落合1丁目〜9丁目と大字上落合の間に、新都心がある。地区の中央を国道17号（中山道・与野大宮道路）が南北に貫き、地下に首都高速道路も通る。鉄道はJR東北新幹線と埼京線が通過しており、国道17号との交点に北与野駅が所在する。

## 歴史
元は江戸期より存在した足立郡与野領に属する上落合村であった。『新編武蔵風土記稿』では民家28戸。
- 1591年（天正19年）より知行は旗本粟生氏、1604年（慶長9年）より大宮氷川神社領となるが、後に大宮氷川神社領と旗本朝比奈氏および牧野氏の相給となる[4]。
- 幕末時点では足立郡上落合村であった。明治初年の『旧高旧領取調帳』の記載によると、旗本朝比奈鐘之助の知行であった。氷川社の社領も存在した[6]。
- 1869年（明治2年）12月2日 - この日までに旗本領が上知され[7]、浦和県の管轄となる（府藩県三治制も参照）。
- 1871年（明治4年）11月13日 - 第1次府県統合により埼玉県の管轄となる。
- 1879年（明治12年）3月17日 - 郡区町村編制法により成立した北足立郡に属す。郡役所は浦和宿に設置。
- 1889年（明治22年）4月1日 - 町村制施行に伴い、北足立郡与野町・小村田村・下落合村・上落合村・中里村・大戸村・鈴谷村・上峰村・八王子村・円阿弥村が合併して与野町となる。当地区は与野町の大字上落合となる[4]。
- 1926年（大正15年）12月 - 上落合分教場（現さいたま市立上落合小学校）が開設される。
- 1934年（昭和9年） - 赤十字療院（旧、現さいたま赤十字病院）が落成する[4]。
- 1938年（昭和13年） - 与野上落合郵便局が開局する[4]。
- 1940年（昭和15年） - 三橋村へ一部を編入する[4]。
- 1958年（昭和33年）7月15日 - 与野町が市制施行し[8]、与野市の大字上落合となる。
- 1985年（昭和60年）9月30日 - 埼京線開通に伴い北与野駅が開業。周辺再開発が開始。
- 1992年（平成4年）2月1日・1997年（平成9年） - 大字上落合から上落合一丁目〜九丁目が成立。これにより大字上落合は消滅する。
- 2001年（平成13年）5月1日 - 与野市が浦和市、大宮市と合併しさいたま市となり、さいたま市の町名となる。
- 2003年（平成15年）4月1日 - さいたま市が政令指定都市に移行しさいたま市中央区の町名となる。

## 世帯数と人口
2022年（令和4年）3月1日現在の世帯数と人口は以下の通りである。埼玉県内では吉見町（約1万8千人）よりも人口が多い。
| 丁目         | 世帯数    | 人口     |
| ------------ | --------- | -------- |
| 上落合一丁目 | 1,460世帯 | 3,207人  |
| 上落合二丁目 | 1,661世帯 | 3,733人  |
| 上落合三丁目 | 1,108世帯 | 2,150人  |
| 上落合四丁目 | 412世帯   | 823人    |
| 上落合五丁目 | 986世帯   | 1,912人  |
| 上落合六丁目 | 1,123世帯 | 2,848人  |
| 上落合七丁目 | 1,086世帯 | 2,532人  |
| 上落合八丁目 | 865世帯   | 1,636人  |
| 上落合九丁目 | 633世帯   | 1,152人  |
| 計           | 9,334世帯 | 19,993人 |

## 小・中学校の学区
市立小・中学校に通う場合、学区（校区）は以下の通りとなる。
| 丁目         | 番地    | 小学校                     | 中学校                   |
| ------------ | ------- | -------------------------- | ------------------------ |
| 上落合一丁目 | 1〜11番 | さいたま市立下落合小学校   | さいたま市立与野東中学校 |
| 上落合一丁目 | その他  | さいたま市立上落合小学校   | さいたま市立与野東中学校 |
| 上落合二丁目 | 全域    | さいたま市立上落合小学校   | さいたま市立与野東中学校 |
| 上落合三丁目 | 全域    | さいたま市立与野八幡小学校 | さいたま市立与野東中学校 |
| 上落合四丁目 | 9〜10番 | さいたま市立与野八幡小学校 | さいたま市立与野東中学校 |
| 上落合四丁目 | その他  | さいたま市立上落合小学校   | さいたま市立与野東中学校 |
| 上落合五丁目 | 全域    | さいたま市立上落合小学校   | さいたま市立与野東中学校 |
| 上落合六丁目 | 全域    | さいたま市立上落合小学校   | さいたま市立与野東中学校 |
| 上落合七丁目 | 全域    | さいたま市立上落合小学校   | さいたま市立与野東中学校 |
| 上落合八丁目 | 全域    | さいたま市立上落合小学校   | さいたま市立与野東中学校 |
| 上落合九丁目 | 全域    | さいたま市立上落合小学校   | さいたま市立与野東中学校 |

## 交通

### 鉄道
- JR埼京線北与野駅

### 道路
- 首都高速埼玉新都心線
- 国道17号
- 埼玉県道56号さいたまふじみ野所沢線
- 埼玉県道214号新方須賀さいたま線
- 埼玉県道215号宗岡さいたま線

## 施設

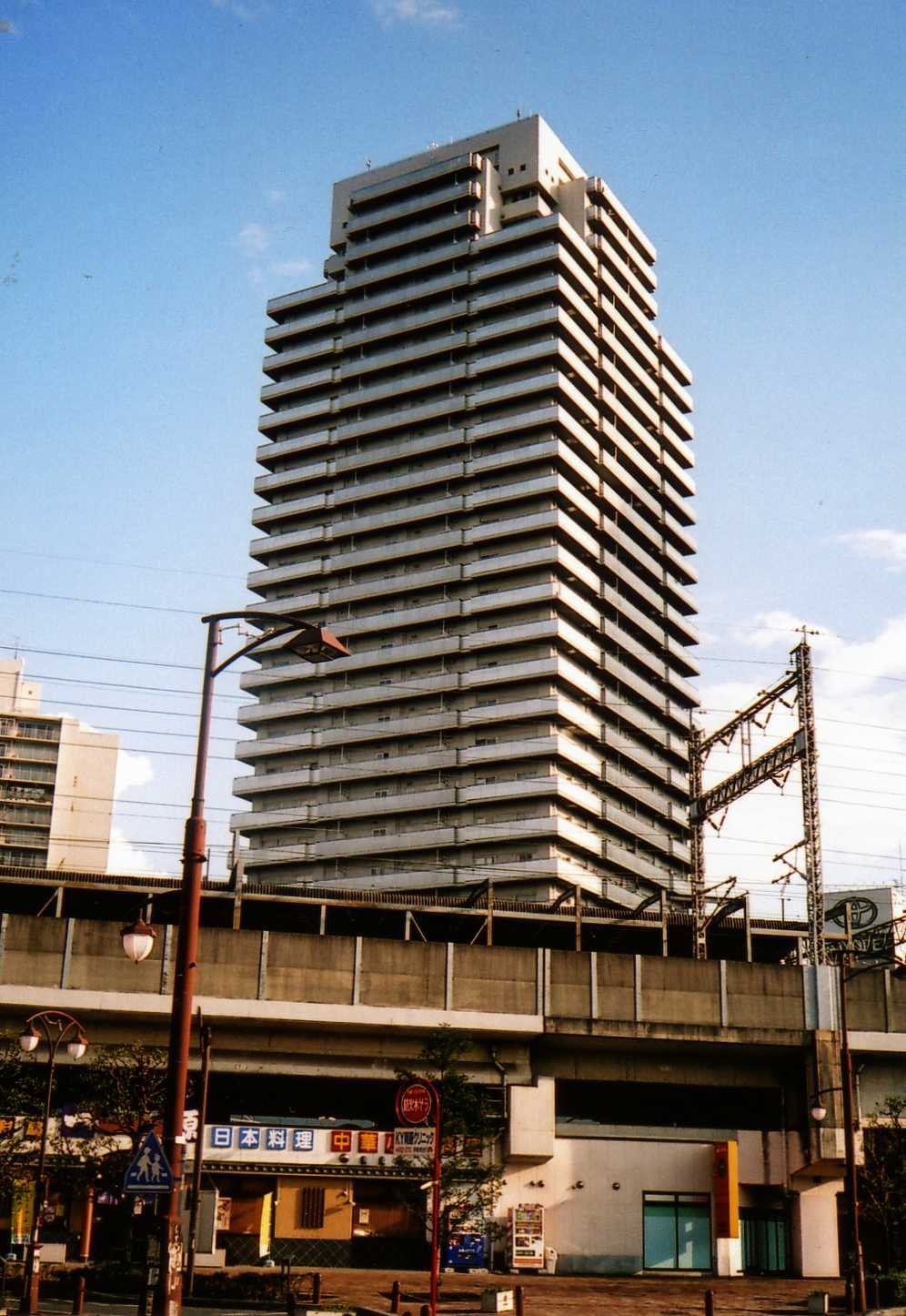
ポルテ29

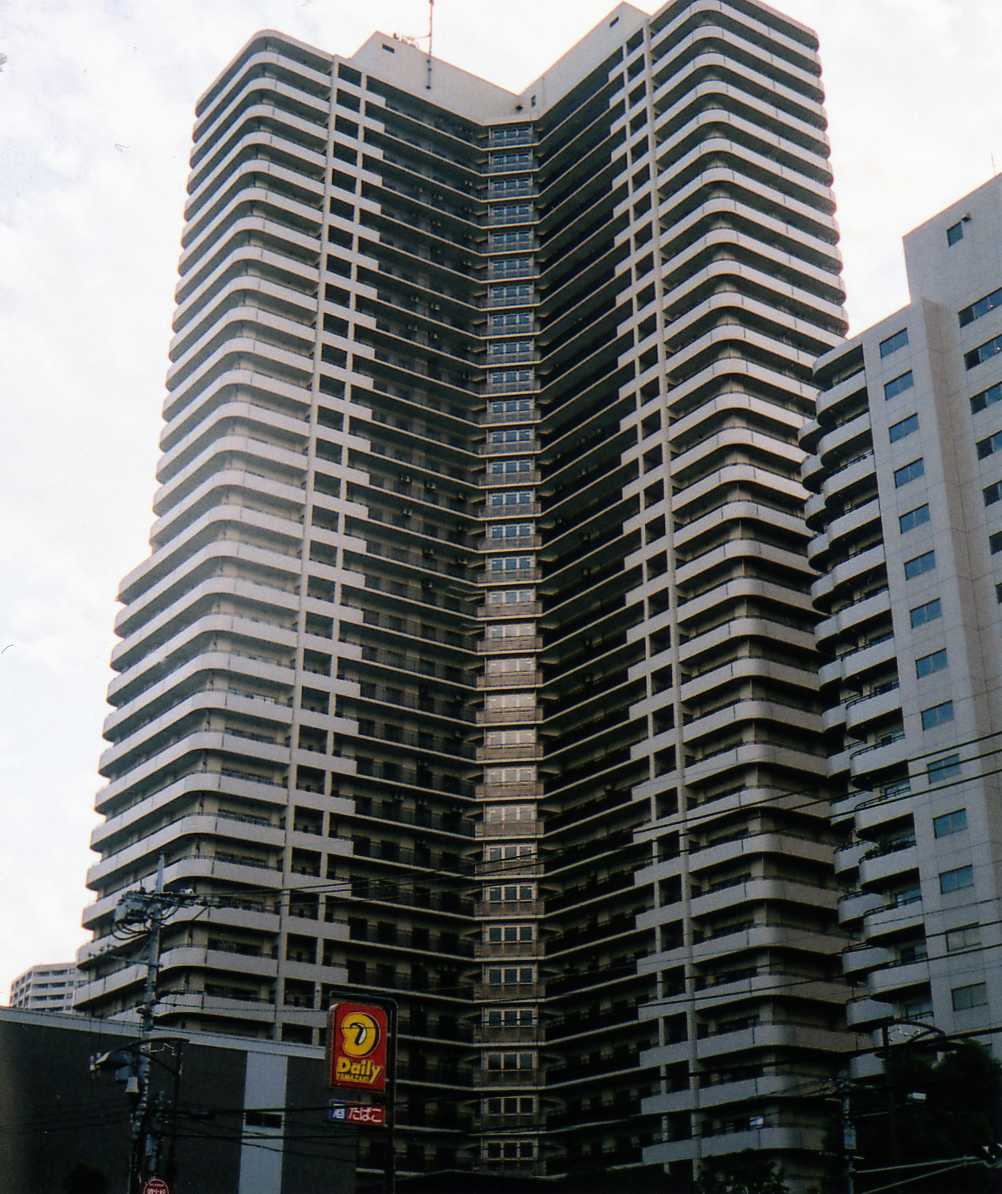
ノースピア上落合

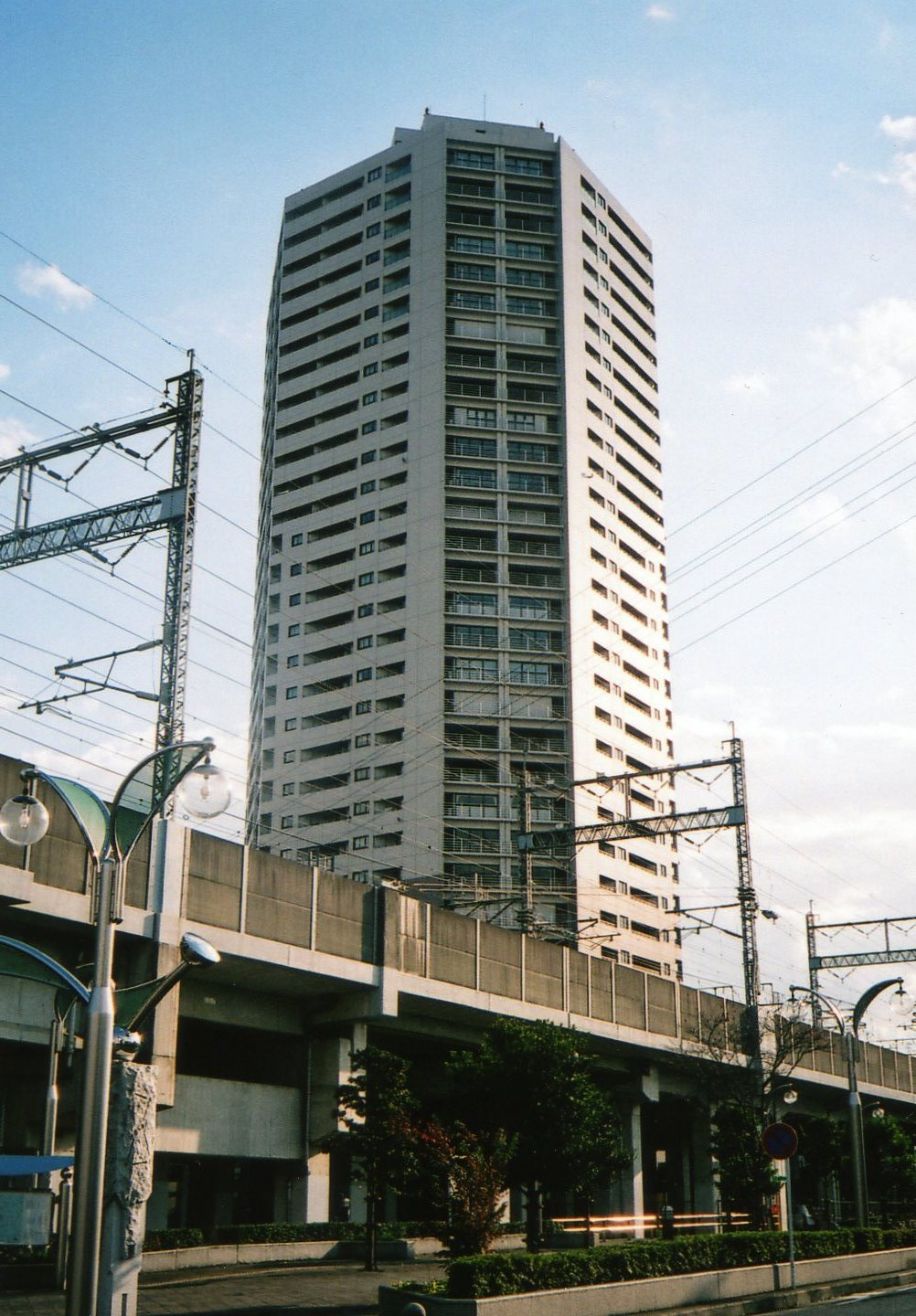
びゅうサイトタワー

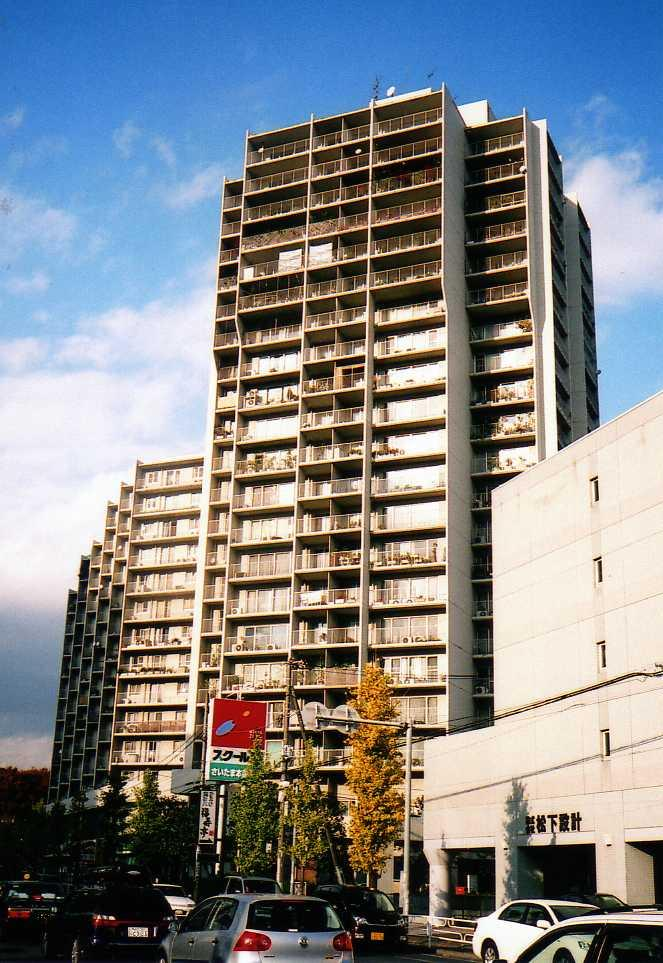
与野ハウス

北与野駅の開業後、当時の与野市および地元再開発組合が駅前広場整備を含めた「北与野駅北口再開発」「北与野駅南口再開発」の2つの再開発事業を行い、住宅・都市整備公団が北口再開発の隣接区画に「北与野駅駅前市街地住宅」（ノースピア上落合）を建設した。上記3地区は国道17号、赤山通り、北与野駅西通り、八幡通りを囲んだ長方形の区域で、駅前広場地下には市営駐車場が整備され、街路の電柱はすべて地中化された。竣工後、再開発の地区名称は末永く繁栄するように「アルーサ」(Ursa)（北斗七星に因む）と名付けられた。1992年度にはアルーサが「さいたま景観賞」を受賞した。アルーサA館・B館商業施設は井原勇与野市長ら幹部が役員に就任した第三セクター「与野都市開発」によって運営された。

### 再開発地区
アルーサ（北与野駅北口再開発地区）
面積は2.2 ha、事業期間は1985年（昭和60年）- 1992年（平成4年）。与野市が事業主体となった。アルーサA館（北与野駅北口のロータリー西側にある一部10階建ての業務棟）とアルーサB館に分かれる。B館は2階北方向の連絡橋によりノースピア上落合と接続している。商業施設は与野市による第三セクター「与野都市開発」によって運営されているが、2010年には約33億円の負債を抱え経営破綻することが確実視された。そのためさいたま市が14億円を投じて、20年かけ経営再建を図ることになっている。
- アルーサA館
  - 当初は大宮区の「清水園」が、結婚式場・宿泊施設の「アルーサ清水園」として入居していたが、撤退した。
  - 東京出入国在留管理局さいたま出張所（2010年11月29日に下落合に移転[11]）
  - でんきち本社
  - mio新都心
  - 埼玉県 新都心ビジネス交流プラザ
  - 聖学院国際センター・聖学院大学総合研究所（サテライトキャンパス）
- アルーサB館
  - さいたま市営北与野駅西口駐車場（地下1階、ロータリ直下も範囲内）
  - 埼玉りそな銀行与野支店北与野出張所（りそなクイックロビー[ATM]）
  - 安楽亭本社・安楽亭関連企業（豊山開発・サリックス・アン情報サービス・書楽など）の事務所（4階）
  - 駐車場（5・6階・屋上）

ポルテ29
北与野駅南口再開発事業によって整備された。面積は1.5 ha、事業期間は1986年（昭和61年）- 1992年（平成4年）。北与野駅南口地区市街地再開発組合が事業主体となった。
ノースピア上落合
住宅・商業・業務の複合施設で構成される北与野駅駅前市街地住宅。旧住宅・都市整備公団が建設した。2号棟・5号棟の1階・地下1階は駐車場、2階は公開のデッキになっており、1号棟以外の全ての建物は1・2階部分で結合する。またアルーサB館と2階部分のデッキで接続する。
- 1号棟 - 地上3階の店舗・オフィス棟
- 2号棟 - 地上35階地下1階・高さ110 mの住宅棟
- 3号棟 - 地上6階の住宅棟で、1階は店舗。
- 4号棟 - 地上2階の店舗棟
- 5号棟 - 地上19階の住宅棟

びゅうサイトタワー
アルーサ北与野の南西側、北与野駅西通りに対面した区画。地権者による北与野駅南口西地区市街地再開発組合によって1996年（平成8年）に事業開始され北与野駅南口西地区市街地再開発事業として整備された。1999年（平成11年）着工、2001年3月竣工。
住居棟（高さ107.1 m、地上31階・地下1階のタワーマンション。住宅は226戸）、業務棟「Urvan V」（3階建て。1階は店舗）、高架の緩衝帯を使った公園型遊歩道と公道で構成されている。
与野ハウス
「ポルテ29」と国道17号を挟んで対面した区画にあるマンション。1976年（昭和51年）に竣工した日本初のタワーマンションで、高さ66 m・地上21階の高層棟の他、計4棟の住宅複合体であり、住友不動産が分譲した。各棟の玄関はデッキ式の2階にある。
低層階は店舗で、北与野駅最寄りである「与野ハウス内郵便局」や飲食店などがある。核テナントとして、スーパのマルヤが存在したが、2003年頃に閉店となり、2005年から学習塾のスクール21の本部とさいたま教室が大幅な改装を施して入居している。
また、敷地内に東京成徳大学付属与野幼稚園がある。

### 公園・緑地
- 上落合公園
- 上落合北公園
- 上落合七丁目公園
- 上落合九丁目公園
- 八幡児童遊園地

### その他施設
- 国際学院埼玉短期大学（一部）
- 淑徳与野中学・高等学校（一部）
- さいたま赤十字看護専門学校
- さいたま市立上落合小学校
- さいたま市立下落合小学校
- しんせい幼稚園
- 市立上落合保育園
- あおぞら保育園
- MILKYWAYそらいろ保育園
- 与野上落合郵便局
- 群馬銀行与野支店
- 神明神社
- 上落合公民館
- 県営上落合団地
- 埼玉スバル本社
- ゴルフ・ドゥ本社